# منطقة السفيرة
منطقة السفيرة منطقة سورية إدارية تتبع محافظة حلب ومركزها مدينة السفيرة، بلغ تعداد سكان المنطقة 178,293 نسمة حسب التعداد السكاني لعام 2004.

## نواحي منطقة السفيرة
- ناحية مركز السفيرة
- ناحية بنان
- ناحية الحاجب
- ناحية خناصر
- ناحية تلعرن